# Felipe Bardi
Felipe Bardi dos Santos (Americana, 8 de outubro de 1998) é um velocista brasileiro. É o atual recordista brasileiro dos 100 metros rasos com o tempo de 9s96, conseguido em 9 de setembro de 2023 durante a disputa do Troféu Bandeirantes em São Bernardo do Campo, São Paulo. Ainda em 2023 ele já havia corrido a distância em tempo inferior a 10 segundos durante o Troféu Brasil de Atletismo, mas o tempo — 9s97 — não foi homologado pelas condições de vento acima de 2 m/s. Felipe marca novo recorde brasileiro dois meses após Erik Cardoso se tornar o primeiro brasileiro a ter corrido oficialmente a prova em menos de 10 segundos — 9s97 — durante o Campeonato Sul-Americano de Atletismo.
Bardi disputou seus primeiros Jogos Pan-americanos em Santiago 2023 e ficou com a medalha de prata nos 100 m rasos com o tempo de 10.31.